# Protonemura alticola
Protonemura alticola är en bäcksländeart som beskrevs av Zhiltzova 1958. Protonemura alticola ingår i släktet Protonemura och familjen kryssbäcksländor. Inga underarter finns listade i Catalogue of Life.